# امپراتوری سوئد
امپراتوری سوئد (به سوئدی: Svenska imperiet) که در سوئد با نام دروه قدرت بزرگ (به سوئدی: stormaktstiden) هم شناخته می‌شود، دوره‌ای در تاریخ سوئد بود که تقریباً تمام سده هفدهم تا اوایل سده هجدهم میلادی را در بر می‌گرفت و طی آن حکومت سوئد به یک قدرت بزرگ اروپایی تبدیل شد که کنترل ارضی بر بخش عمده‌ای از منطقه بالتیک را در دست داشت. در این دوره، سوئد همچنین سرزمین‌هایی در دریای شمال و برخی مستعمرات فرادریایی، از جمله سوئد نو را در اختیار داشت. آغاز این دوره معمولاً با به تخت نشستن گوستاو آدولف دوم در سال ۱۶۱۱ و پایان آن پس از شکست سوئد در جنگ بزرگ شمالی و پیمان نیستاد در نظر گرفته می‌شود.
پس از مرگ گوستاو آدولف دوم در سال ۱۶۳۲، امپراتوری برای دوره‌ای طولانی توسط بخشی از اشراف ممتاز که به عنوان نایب‌السلطنه پادشاهان کوچک عمل می‌کردند، کنترل می‌شد. منافع اشراف ممتاز با سیاست یکسان‌سازی (یعنی حفظ برابری سنتی در میزان املاک سوئد که مورد علاقه پادشاهان و مردم بود) در تضاد بود. در سرزمین‌هایی که در دوره‌های حکومت بالفعل اشراف به دست آمده بود، نظام ارباب رعیتی لغو نشد. رکورد عظیم ۱۶۸۰ به این جولان اشراف پایان داد و آنها را وادار کرد که املاکی را که پس از قبضه قدرت به دست آورده بودند، به پادشاه بازگردانند. با این حال، نظام رعیتی در قلمروهای به دست آمده در امپراتوری مقدس روم و در استونی سوئد همچنان پابرجا بود.
پس از پیروزی‌های سوئد در جنگ سی ساله و متعاقب آن صلح وستفالی، سرزمین‌هایی در شمال آلمان به سوئد اعطا شد. سوئد در طول دومین جنگ شمالی که دشمن اصلی آن یعنی دانمارک-نروژ با پیمان روسکیلد در سال ۱۶۵۸ مهار شد، به اوج قدرت خود رسید. دانمارک-نروژ مجبور شد یک سوم از قلمرو خود را برای بقا واگذار کند. سروری سوئد تا زمان سلطنت کارل دوازدهم ادامه یافت. اگرچه سوئد شاهد پیروزی‌های اولیه در جنگ بزرگ شمالی بود، اما زمانی که کارل به سوی روسیه لشکر کشید، جنگ با شکست حیرت‌انگیز سوئدی‌ها به پایان رسید. پیروزی روسیه تزاری در نبرد پولتاوا به استیلای سوئد بر منطقه پایان داد و تا زمان مرگ کارل دوازدهم در سال ۱۷۱۸، امپراتوری هم از نظر ارضی و هم از نظر نظامی به شدت خرد شده بود. پیمان نیستاد بسیاری از قلمروهای سوئد را به همسایگانش ازجمله روسیه واگذار کرد و پایان دوره سوئد به عنوان یک قدرت بزرگ را رقم زد.